# الگوی تداخل
الگوی تداخل عبارتست از یک خط شکسته (و کمی منحنی) مبین اختلاف پتانسیل بین جفت الکترود در نوار عصب و عضله می‌باشد. این اختلاف پتانسیل، برآیند پتانسیل‌های عمل واحدهای حرکتی (MUAP) قسمتی از عضله مورد آزمایش در حالت انقباض کامل می باشد.

## تعریف دقیق
با این حال، الگوی تداخل توسط انجمن پزشکی عصبی عضلانی و الکتروتشخیص آمریکا به عنوان «فعالیت الکتریکی ثبت شده از یک عضله با الکترود سوزنی معمولاً در طول حداکثر تلاش داوطلبانه» تعریف می‌شود. یعنی حتماً باید سوزن درون عضله وارد شود و الکترود سطحی قابل قبول نیست.